# Levet
Levet är en kommun i departementet Cher i regionen Centre-Val de Loire i de centrala delarna av Frankrike. Kommunen ligger  i kantonen Levet som tillhör arrondissementet Bourges. År 2022 hade Levet 1 367 invånare.

## Befolkningsutveckling
Antalet invånare i kommunen Levet
Referens:INSEE